# Saukonkari (ö i Södra Savolax)
Saukonkari är en ö i Finland.   Den ligger i kommunen Euraåminne (tidigare Luvia) i landskapet Satakunta, i den sydvästra delen av landet, 230 km nordväst om huvudstaden Helsingfors.